# Wikipédia en guarani
Wikipédia en guarani (en guarani : Vikipetã avañe'ẽme) est l'édition de Wikipédia en guarani, langue amérindienne parlée principalement au Paraguay. L'édition est lancée en septembre 2003 et dans les faits en janvier 2004. Son code est : gn.
Au 21 mars 2025, l'édition en guarani contient 5 894 articles et compte 20 612 contributeurs, dont 32 contributeurs actifs et 2 administrateurs.

## Présentation
L'édition en guarani a été lancée grâce à la collaboration des Lituaniens Šarūnas Šimkus et David Galeano Olivera.
En décembre 2012, Wikimedia Argentina a publié un cahier, Vikipetã mbo’eha kotýpe (« Wikipédia en classe »), consacré à cette version de l'encyclopédie.

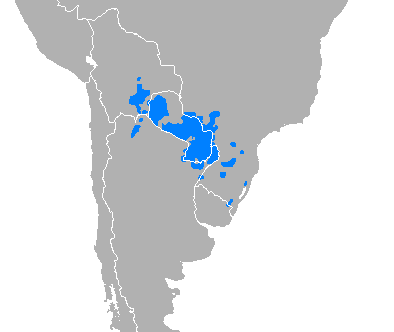
Aire de diffusion du guarani.

## Statistiques
- Le 12 mars 2015, l'édition en guarani compte 2 998 articles et 7 383 utilisateurs enregistrés[4], ce qui en fait la 186e[5] édition linguistique de Wikipédia par le nombre d'articles et la 181e[6] par le nombre d'utilisateurs enregistrés, parmi les 287 éditions linguistiques actives.
- Le 4 octobre 2022, elle contient 4 966 articles et compte 16 649 contributeurs, dont 32 contributeurs actifs et 2 administrateurs.
- Le 19 septembre 2024, elle contient 5 803 articles et compte 19 904 contributeurs, dont 27 contributeurs actifs et 2 administrateurs.